# Parete
Parete är en ort och kommun i provinsen Caserta i regionen Kampanien i Italien. Kommunen hade 12 097 invånare (2022).